# كينيث تشان
كينيث تشان (بالإنجليزية: Kenneth Chan)‏ هو مجدف أسترالي، ولد في 10 يناير 1974.

## وصلات خارجية
- كينيث تشان على موقع الاتحاد الدولي للتجديف (الإنجليزية)